# وادي بيت جبير (تريم)

تعديل مصدري - تعديل

وادي بيت جبير هي إحدى قرى عزلة تريم بمديرية تريم التابعة لمحافظة حضرموت، بلغ تعداد سكانها 67 نسمة حسب تعداد اليمن لعام 2004.

## تاريخها
كانت هذه القرية عامرة بالقصور والبنايات العالية وكان لها نشاط تجاري واسع فقيل لها (مرباط) لكثرة ما كان يربط فيها من قوافل الخيول المحملة بالتجارة. وهي اليوم خرائب وأطلال وإن بدأت الحياة تدب إليها من جديد. وكان قد سكنها في أول القرن الخامس الهجري أولاد أحمد بن عيسى المهاجر، جد السادة العلويين، حيث كانت لهم حارة خاصة بهم أسموها (العلوية).

## روابط خارجية
- World Gazetteer:Yemen
- الجهاز المركزي للإحصاء بالجمهورية اليمنية
- المركز الوطني للمعلومات باليمن